# Благородный анолис
Благородный анолис (лат. Anolis pulchellus) — вид ящериц из семейства анолисовых.
Вид распространён в Пуэрто-Рико, на острове Вьекес, Кулебра и Виргинских островах (за исключением острова Санта-Крус). Встречается на кустах и траве, но никогда на деревьях.
Ящерица длиной 35—43 мм. Окраска тела жёлто-коричневого цвета, у самцов кожная складка на горле фиолетового цвета.